# Koszmosz–100
A Koszmosz–100 (oroszul: Космос 100) a szovjet Koszmosz műhold-sorozat tagja. Kísérleti meteorológiai műhold, a Metyeor (oroszul: Метеор) program tagja.

## Küldetés
Műszerezettségének segítségével – folyamatos katonai és polgári adatgyűjtés a Föld légkörének változásairól, alakulásáról. Az adatokat elektronikus úton továbbította a Földre.

## Jellemzői
A VNII EM (oroszul: Всесоюзный научно-исследовательский институт электромеханики (ВНИИ ЭМ) филиал) tervezte, építette. Üzemeltetője a moszkvai (Госкомитет СССР по гидрометеорологии) intézet.
1965. december 17-én a Bajkonuri űrrepülőtér indítóállomásról egy Vosztok–2M (8А92M) típusú hordozórakétával juttatták Föld körüli pályára. A 97,5 perces, 65 fokos hajlásszögű, elliptikus pálya elemei: perigeuma 629 kilométer, apogeuma 659 kilométer volt. Az űreszköz helioszinkron poláris pályán mozgott. Hasznos tömege 3800 kilogramm. Aktív szolgálati ideje alatt 52 alkalommal végeztek pályakorrekciót, biztosítva a hosszú távú működéshez szükséges optimális magasságot. Szabványosított, tudományos-kutató műhold. Áramforrása kémiai, illetve a felületét burkoló napelemek energiahasznosításának kombinációja (kémiai akkumulátorok, napelemes energiaellátás – földárnyékban puffer-akkumulátorokkal). Földre orientált, stabilitását giroszkóp biztosította. Felépítése hengeres, átmérője 1,4 méter, magassága 5 méter, két napelemtáblája 10 méterre kinyúló.
Koszmosz–58 programját folytatta. Televíziós képek készültek a Föld nappali, és infravörös felvételek az éjszakai oldaláról. A felvételeket földi kiértékelőkhöz továbbították. Mérte a Föld különböző részein eltérő hőfelvételt és hőveszteséget, vizsgálta a viharok kialakulási helyét, erejét és vonulását. Rádiómódszerekkel mérte a légkör elektromos kisüléseit, a villámlások helyeit, erősségét. A nyolcadik kísérleti meteorológiai műhold, a hatodik, amit a bajkonuri űrrepülőtérről indítottak. A harmadik olyan prototípus, amelyik alapján véglegesen kialakították az időjárási műholdak rendszerét. Irányítható antennája 90 MHz-en működött. Tesztelte a rendszer elemeit, a felhőfelvételeket készítő kamera képfelbontási és jeltovábbítási rendszerét, folyamatos üzemben tartva a földi vevőállomások rendszereit.
1972 júliusában befejezte működését. A légkör fékező hatására 2002. február 15-én belépett a légkörbe és megsemmisült. 13 209 napot töltött a világűrben.